# بخش دنیل
بخش دنیل یک منطقهٔ مسکونی در سومالی است که در بنادر واقع شده‌است.